# Jezioro Brejdyńskie
Jezioro Brejdyńskie lub Brejdyny – jezioro w Polsce w województwie warmińsko-mazurskim, w powiecie mrągowskim, w gminie Piecki.

## Położenie
Jezioro leży na Pojezierzu Mazurskim, w mezoregionie Pojezierza Mrągowskiego. Nad jego południowo-wschodnim brzegiem położona jest wieś Brejdyny.

## Morfometria
Według danych uzyskanych poprzez planimetrię jeziora na mapach w skali 1:50 000 według Państwowego Układu Współrzędnych 1965, zgodnie z poziomem odniesienia Kronsztadt powierzchnia zbiornika wodnego to 16 ha, a wysokość bezwzględna lustra wody to 147,5 m n.p.m. Według innego źródła powierzchnia wynosi 22,7 ha.